# Rocher des Glaciologues
Der Rocher des Glaciologues (französisch für Felsen der Glaziologen) ist eine 30 m hohe Felsformation im Géologie-Archipel vor der Küste des ostantarktischen Adélielands. Der Felsen ragt aus den ihn umgebenden Eismassen am nordwestlichen Ende des Cap André Prud’homme auf.
Französische Wissenschaftler benannten ihn 1977.